# Alice Castello
Alice Castello es una localidad y comune italiana de la provincia de Vercelli, región de Piamonte, con 2.603 habitantes.

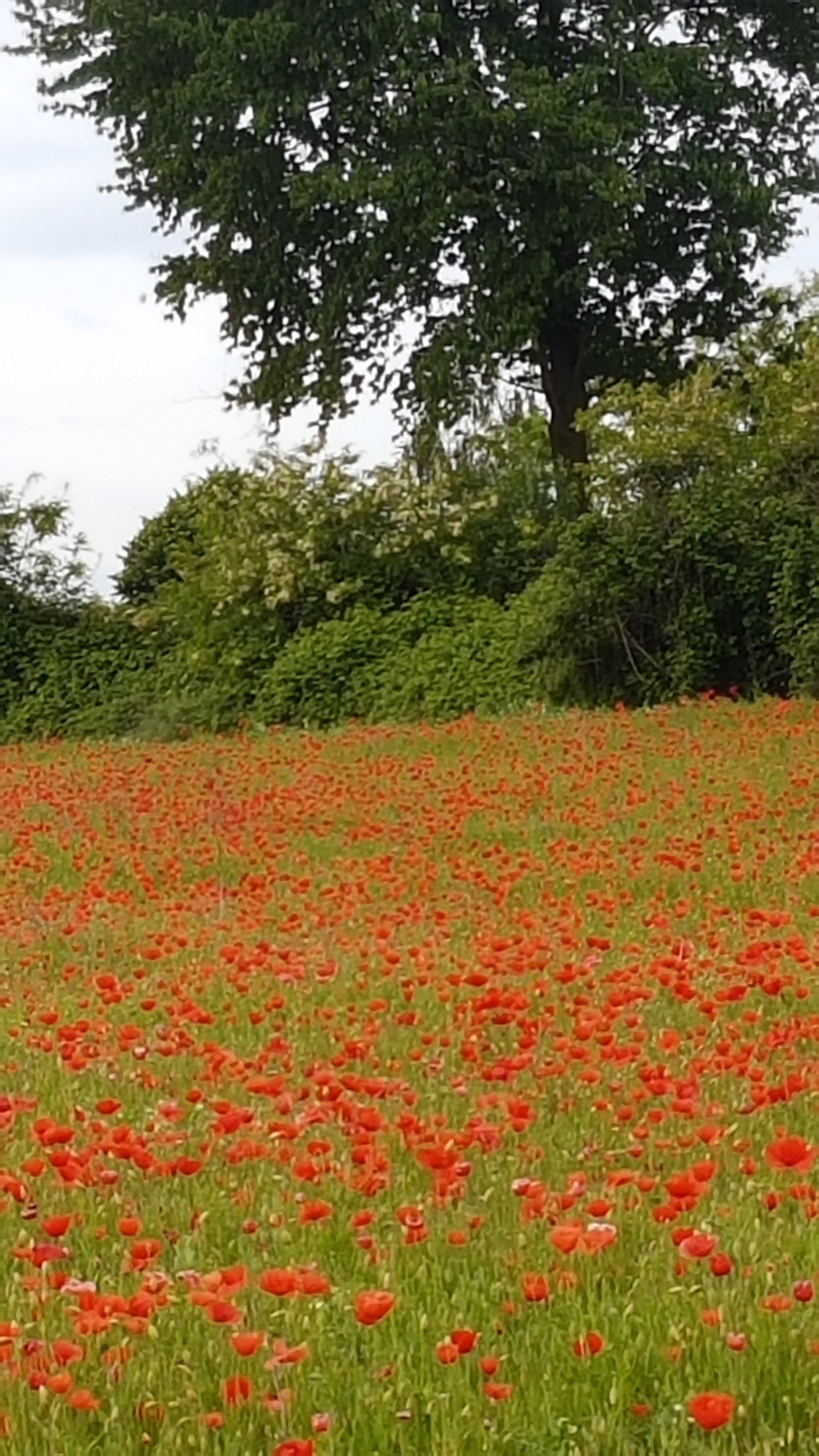
Espectacular floración de amapolas en mayo en los alrededores de Alice Castello

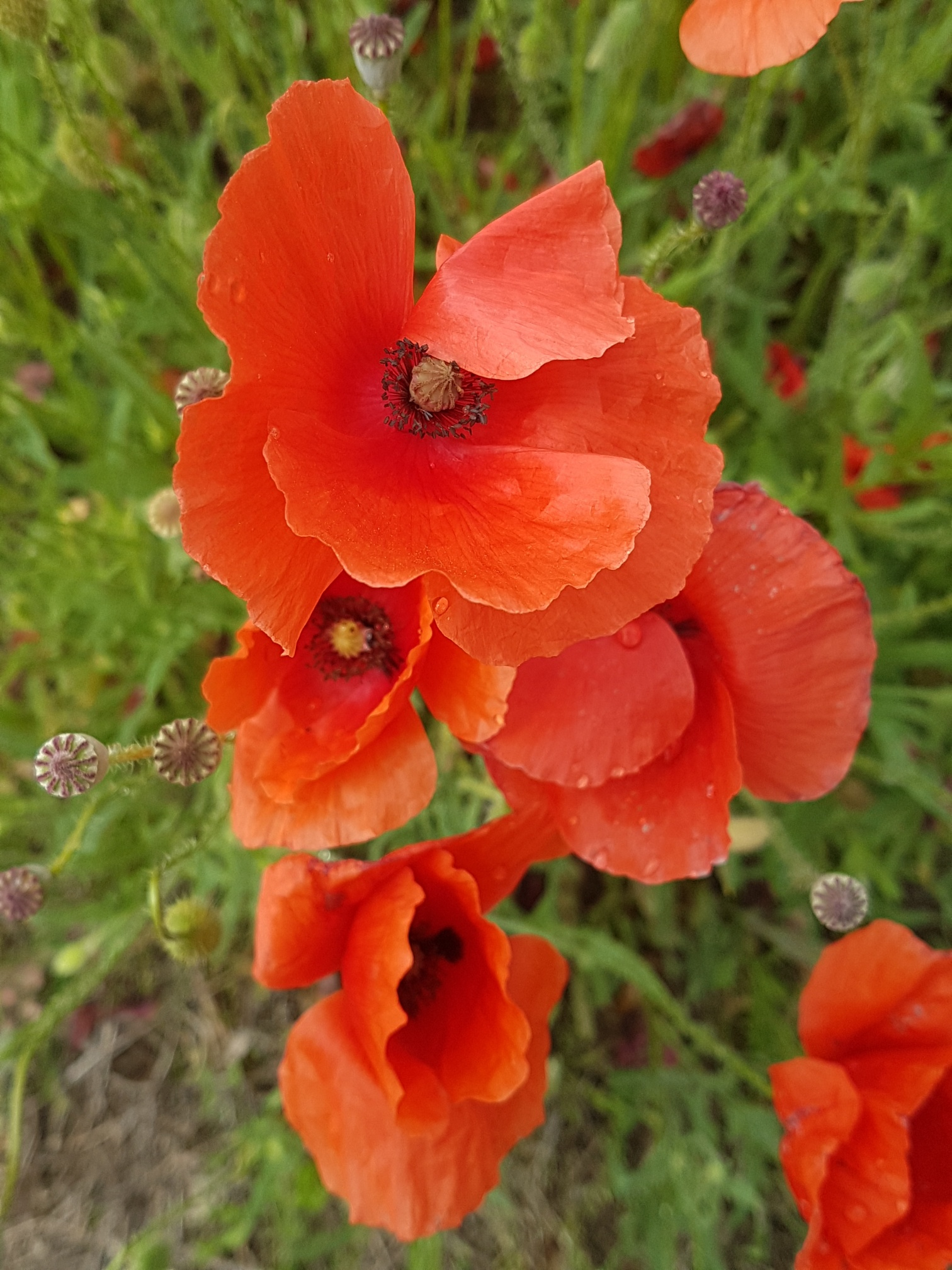
Amapolas rojas en el campo alrededor de Alice Castello (mayo)

## Evolución demográfica
| Gráfica de evolución demográfica de Alice Castello entre 1861 y 2001 |
|                                                                      |
| Fuente ISTAT - elaboración gráfica de Wikipedia                      |